# Fort-de-France
Fort-de-France je glavni grad francuskog prekomorskog departmana Martinika u Malim Antilima. Nalazi se na zapadnoj obali otoka, na ulazu u veliki zaljev gdje se u njega ulijeva rijeka Madam. Grad leži na uskom pojasu zemlje između brda i mora. Razvio se oko tvrđave Saint-Louis koja je izgrađena 1638. godine. Isprva se zvao Fort-Royal. Iako je bio upravno središte otoka, bio je u sjenci starijeg grada Saint-Pierrea. Ime Fort-de-France grad je dobio u 19. stoljeću. Prije 1918., kada je dobio na trgovačkom značaju, Fort-de-France je bio okružen močvarama i patio je zbog žute groznice i nedostatka pitke vode. Po podacima iz 2009. šire područje grada ima 130 822 stanovnika.

## Vanjske poveznice
- Službena stranica
- Turistički podaci